# Matteo Alberti
Matteo Alberti (Venezia, 1660 – Düsseldorf, 23 dicembre 1716) è stato un architetto italiano.
Era il figlio maggiore di Francesco Alberti (1619-1687) e della moglie Isabella.
La famiglia Alberti si era trasferita da Firenze a Venezia, ove apparteneva ad una classe di secondo livello, che consisteva nel livello più basso di nobiltà delle famiglie più in vista della borghesia veneziana.
Ingegnere militare, la sua vita si può dividere  in due periodi. Nel primo fu progettista a Venezia, mentre nel secondo (1691-1716) fu attivo in Germania, dove progettò castelli e conventi, per lo più a Colonia e Düsseldorf.

## Biografia

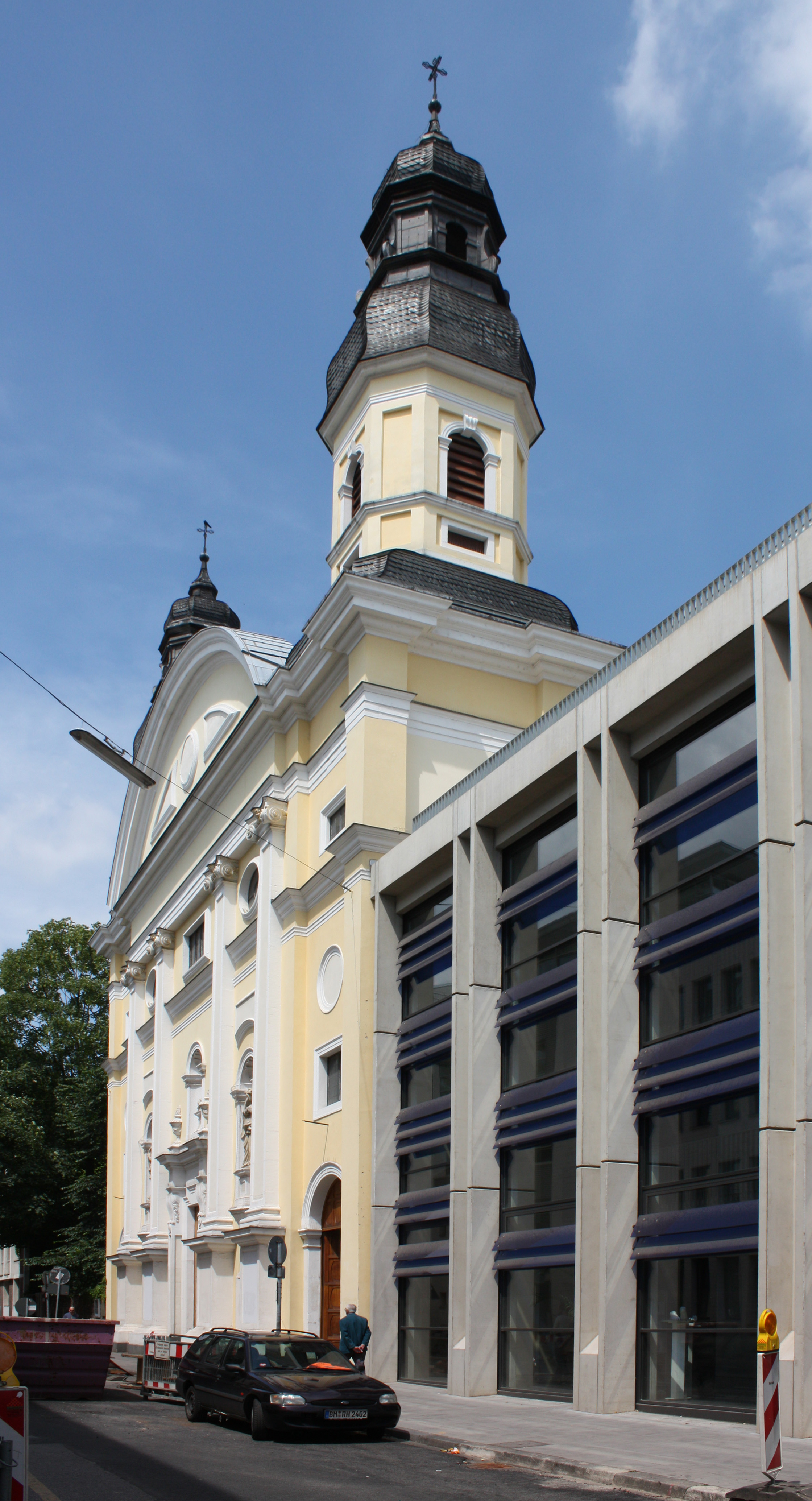
Chiesa del Corpus Domini in Colonia.

Venne formato verosimilmente dal padre, ingegnere militare, e apprese la matematica, la geometria e la prospettiva nonché la scienza militare.
A partire dal 1666 fece una rapida carriera nell'amministrazione cittadina di Venezia. Nel 1680 era già un consulente esperto e nel 1687, alla morte del padre, ne prese il posto. In quegli anni intraprese numerosi viaggi. Dopo aver soggiornato in Francia, Inghilterra e Paesi Bassi rientrò a Venezia nel 1684 e allacciò rapporti con la corte del ducato di Mantova. Il 17 febbraio 1685 ricevette dal duca Ferdinando Carlo il titolo comitale. Da quel momento si faceva chiamare "Cavaliere Conte Matteo Alberti". Riprese quindi i viaggi all'estero, inizialmente in Germania, dove aiutò padre Coronelli a vendere i suoi mappamondi e globi celesti.
Tornato a Venezia, ne venne nuovamente bandito nel 1693 dopo aver fallito nella riparazione di un grosso tetto (una prima volta ne era stato allontanato nel 1689). Lasciò la città con il fratello Sebastiano e si recò a Vienna. Dopo la presentazione a corte di un mappamondo e di un globo celeste, attrasse l'attenzione dell'imperatore Leopoldo I e il 28 aprile 1694 venne elevato alla dignità di "Cavaliere dell'impero".
Qui, alla corte viennese, fece probabilmente la conoscenza del duca e poi del principe elettore Giovanni Guglielmo del Palatinato. Nel 1694 entrò al suo servizio nella città di Düsseldorf, sede del principato. Il 3 marzo dell'anno successivo venne elevato alla dignità comitale del Palatinato. Nel diploma di conte era indicato come sovrintendente generale delle fortificazioni, delle acque, delle costruzioni e delle opere artistiche e tecniche. Questi compiti direttivi e amministrativi vennero, con il trascorrere del tempo, ampliati, fino a divenire responsabile delle fortificazioni e delle misure di contenimento delle esondazioni del Reno. Tra i suoi compiti vi era anche quello della supervisione sui commerci. Anche durante il periodo trascorso alla corte di Düsseldorf intraprese alcuni viaggi.
Sotto la sua direzione lavorarono numerosi artisti a Düsseldorf. Il suo allievo più importante fu il veneziano Giacomo Leoni, che fra il 1715 e il 1726, diede alle stampe a Londra I quattro libri dell'architettura di Andrea Palladio e il De re aedificatoria di Leon Battista Alberti, che apparterrà successivamente alla schiera degli architetti del palladianesimo inglese.
Dopo la morte del principe elettore Giovanni Guglielmo, avvenuta l'8 giugno 1716, il fratello e successore  Carlo III Filippo abbandonò la residenza di Düsseldorf trasferendosi ad Heidelberg e licenziò i numerosi artisti che ivi lavoravano. Matteo Alberti rientrò così a Venezia. Della sua ultima permanenza nella città natale si sa molto poco.
Morì all'età di 56 anni e venne sepolto nella tomba di famiglia nella Chiesa di San Michele in Isola.

## Alberti e la Massoneria
La Loggia massonica Matteo Alberti zu Bensberg prese tale nome dal contenuto "premassonico" della corrispondenza fra l'Alberti ed il principe elettore Giovanni Guglielmo, che trattava di alchimia.

## Opere certe
- Teatro dell'Opera (Opernhaus) di Düsseldorf (andato distrutto)
- Fortificazione ed ampliamento della Residenzstadt di Düsseldorf
- Nuovo Castello di Bensberg
- Progetto di un castello ad Heidelberg (rimasto inattuato)
- Chiesa del Corpus Domini a Colonia
- Galleria a Düsseldorf (rimasta solo l'ala est, per altro deformata)

## Opere attribuite (selezione)
- Palazzo Spinrath, Düsseldorf
- Palazzo Hondheimsches, Düsseldorf
- Casa Grupello, Düsseldorf
- Castello di Malberg, nell'Eifel

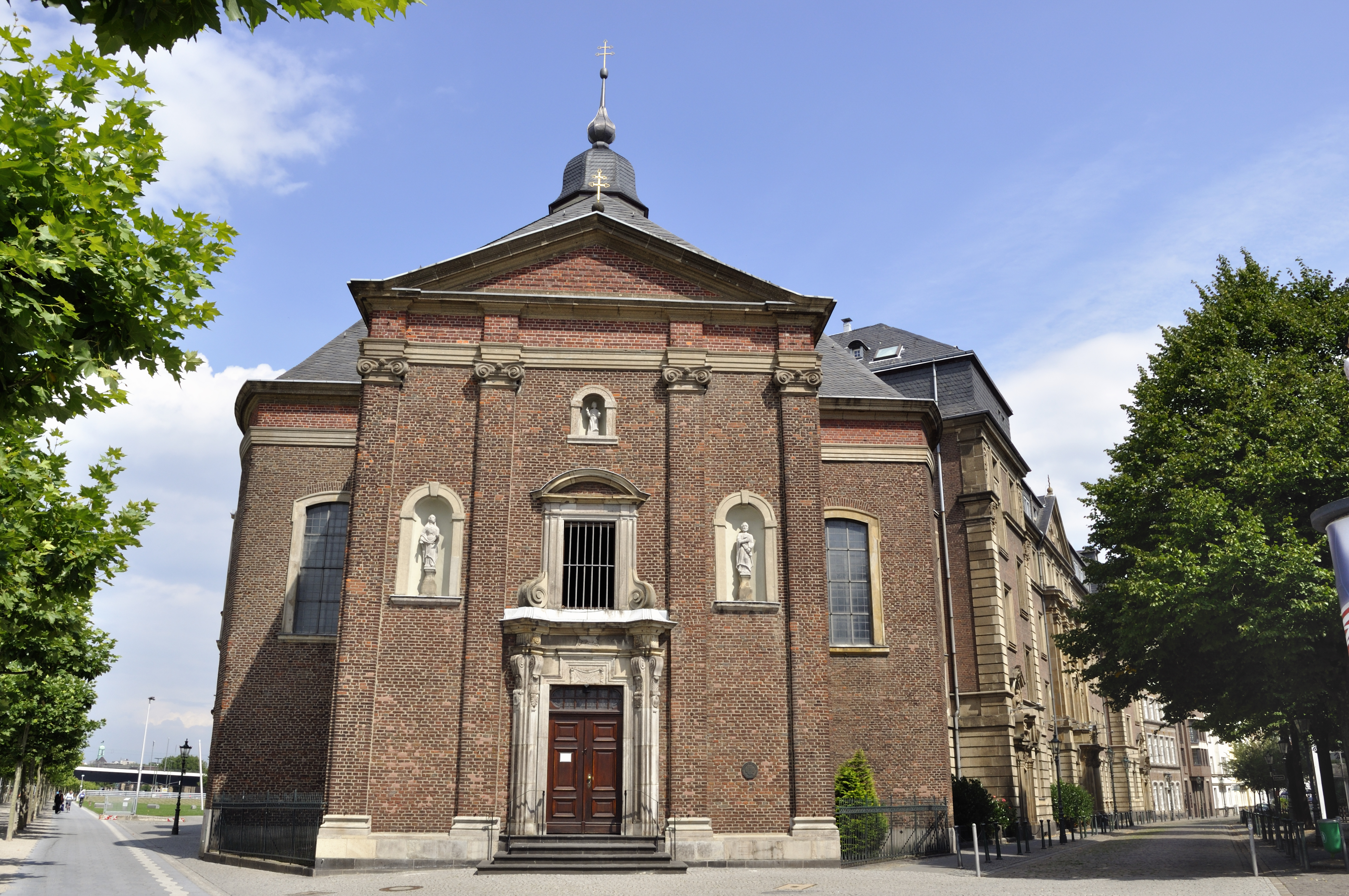
Josephskapelle, nella Chiesa dei Carmelitani a Düsseldorf

- Josephskapelle, Chiesa dei Carmelitani a Düsseldorf
- Collegio dei Gesuiti a Colonia (Timpano della facciata, ali nord-ovest e ovest sulla corte)
- diverse case borghesi, altari e pulpiti